# Hope (альбом)
| Оценки критиков | Оценки критиков |
| Источник        | Оценка          |
| --------------- | --------------- |
| Allmusic        | [ 1 ]           |
| Terrorizer      | (Ноябрь 2008)   |

Hope — третий студийный альбом финской метал-группы Swallow the Sun, выпущенный 7 февраля 2007 года.
Ограниченное издание включает в себя кавер на композицию группы Timo Rautiainen & Trio Niskalaukaus «Alavilla mailla», которая в переводе на английский получила название «These Low Lands».
Серия композиций «Horror» продолжилась на этом альбоме, с предыдущей частью на The Morning Never Came и последующими на New Moon и Emerald Forest and the Blackbird.
Были сняты видеоклипы на композиции «Don't Fall Asleep (Horror Pt. 2)» и «Doomed to Walk the Earth».
Композиция «The Justice of Suffering» содержит гостевой вокал от вокалиста и основателя группы Katatonia Йонаса Ренксе.

## Список композиций
Все композиции написаны Юхой Райвио.
| №                   | Название                           | Длительность |
| ------------------- | ---------------------------------- | ------------ |
| 1.                  | «Hope»                             | 7:53         |
| 2.                  | «These Hours of Despair»           | 5:58         |
| 3.                  | «The Justice of Suffering»         | 6:26         |
| 4.                  | «Don't Fall Asleep (Horror Pt. 2)» | 7:41         |
| 5.                  | «Too Cold for Tears»               | 9:16         |
| 6.                  | «The Empty Skies»                  | 7:17         |
| 7.                  | «No Light, No Hope»                | 4:42         |
| 8.                  | «Doomed to Walk the Earth»         | 9:00         |
| 9.                  | «These Low Lands»                  | 5:54         |
| Общая длительность: | Общая длительность:                | 63:37        |

## Участники записи

### Swallow the Sun
- Микко Котамяки — вокал
- Маркус Ямсен — гитара
- Юха Райвио — гитара
- Алекси Мунтер — клавишные
- Матти Хонконен — бас-гитара
- Паси Пасанен — ударные

### Дополнительные участники
- Tinuviel — бэк-вокал на композициях 2, 4 и 8
- Яаани Пеуху — бэк-вокал на композиции 4
- Йонас Ренксе — вокал на композиции 3

## Позиции в чартах
| Год  | Чарт           | Высшая позиция |
| ---- | -------------- | -------------- |
| 2007 | Финский топ-40 | 3              |